# Arbeitsgemeinschaft Geesthachter Eisenbahn

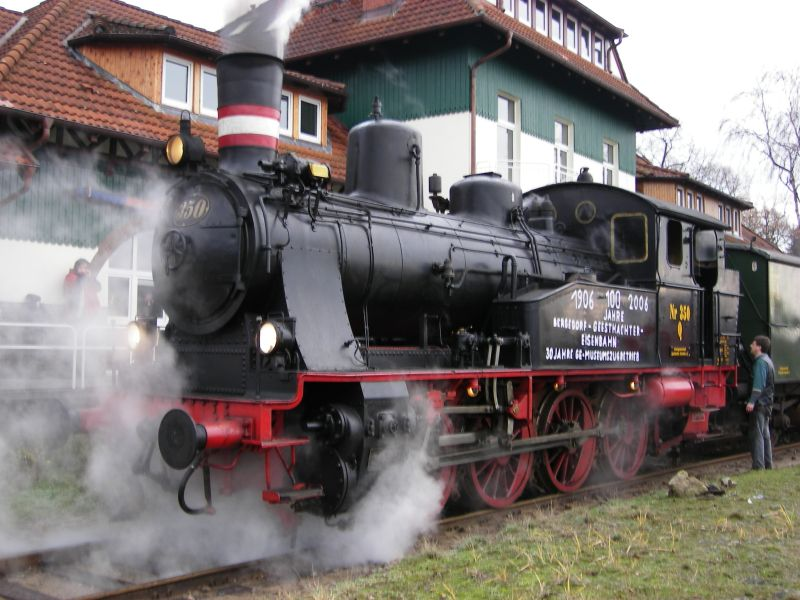
Dänische Dampflok Q350 der GE - „Karoline“

Die Arbeitsgemeinschaft Geesthachter Eisenbahn e. V. (GE) wurde von Eisenbahnfreunden und Eisenbahnern im April 1975 gegründet und ins Vereinsregister der Stadt Geesthacht eingetragen.
Ziel und Zweck des Vereins ist es, die Geschichte der Bergedorf-Geesthachter Eisenbahn (BGE) lebendig zu erhalten und der Öffentlichkeit den Kleinbahnbetrieb in Erinnerung zu erhalten.

## Aktivitäten

### Fuhrpark
In ganz Westdeutschland wurden noch vorhandene Fahrzeuge der BGE aufgespürt und erworben. Eine Lokomotive der BGE war nicht mehr zu bekommen, da die letzte erhaltene Lok schon im Besitz der Braunschweiger Eisenbahnfreunde war. Somit zog eine Diesellokomotive der AKN den ersten Zug der GE. 1976 konnte eine erste Dampflokomotive erworben und eingesetzt werden.
1981 kam aus Dänemark von den DSB die Lok Q 350, genannt „Karoline“, hinzu. Dieser D-Kuppler wurde 1945 von der Lokomotivfabrik Frichs in Aarhus als Rangierlokomotive für den Einsatz auf großen Rangierbahnhöfen gebaut. Diese Dn2t-(Nassdampf-)Maschine hat bei einem Eigengewicht von 43 t (Dienstgewicht einschließlich aller Vorräte 56 t) eine Leistung von rund 550 PS und erreicht eine Höchstgeschwindigkeit von 45 km/h. Der Treibrad-Durchmesser beträgt 1.250 mm, die Länge über Puffer (LüP) 10.340 mm.
Am 9. Juni 2019 wurde die Lokomotive bei einem Unfall auf einem Bahnübergang schwer beschädigt. Ein PKW fuhr der Lokomotive, die sich bereits auf dem Übergang befand, seitlich in das Triebwerk.
Heute besitzt der Verein insgesamt sechs Lokomotiven und 20 Wagen. Eine MaK-Diesellok des Typs 240 B wurde im Februar 2007 erworben und nach Geesthacht überführt. Diese Lok soll unter anderem als Reserve und kostengünstige Alternative für die Lok Q350 bei Sonderfahrten dienen. Die Diesellok wird in der blauen Farbe der ehemaligen BGE eingesetzt.

### Verkehrstage
Der Verein führt an sechs Wochenenden im Jahr Sonderfahrten durch. Die Fahrt führt über die BGE-Strecke von Geesthacht oder auch von Krümmel nach Bergedorf Süd und wieder zurück. Die Stationen sind Krümmel – Freizeitbad – Geesthacht – Escheburg – Börnsen – Bergedorf Süd. Die Fahrtzeit beträgt etwa eine Stunde und zehn Minuten.